# Tangerine (Frucht)

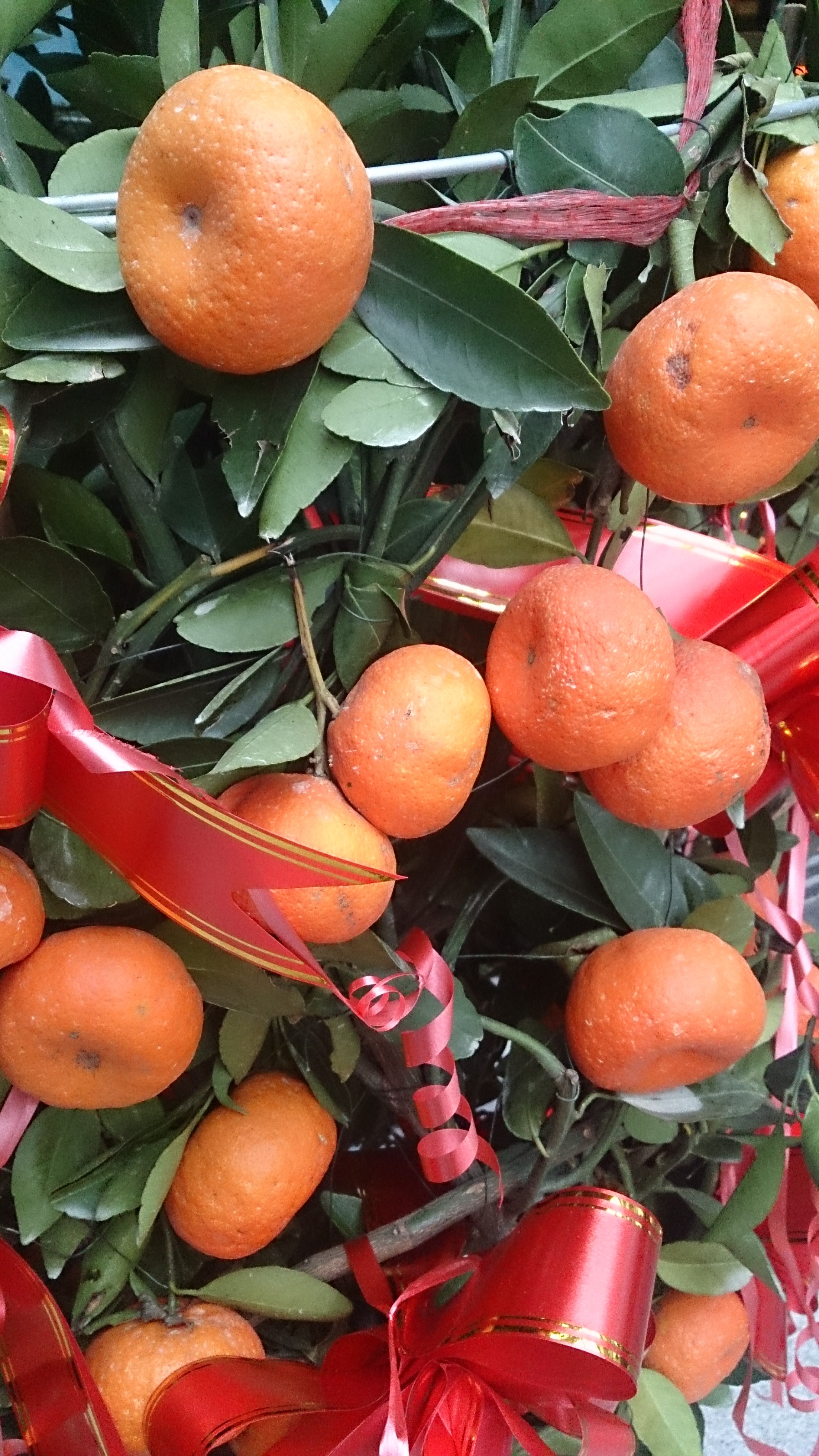
Tangerinen

Als Tangerine (Citrus tangerina) wird sowohl eine Zitruspflanze aus der Familie der Rautengewächse als auch die orangenfarbene Frucht derselben bezeichnet. Im englischsprachigen Raum wird das Wort tangerine synonymhaft sowohl für diese Frucht als auch für die Mandarine (Citrus reticulata) verwendet, obwohl es sich hier zwar um eng verwandte, aber vermutlich nicht idente Spezies handelt, was nach heutigem Stand phylogenetischer Untersuchungen allerdings noch nicht abschließend geklärt werden konnte.

## Herkunft und Zucht
Etymologisch lässt sich Tangerine auf die marokkanische Hafenstadt Tanger zurückführen. Das Oxford English Dictionary beschreibt tangerine als Adjektiv mit der Bedeutung von „bezogen auf, darin gelegen oder zu Tanger zugehörig“ bzw. „Einwohner von Tanger“. In der Umgebung besagter Stadt fanden sich Früchte, die erstmals im 18. Jahrhundert erwähnt werden und wissenschaftlich ab Beginn des 19. Jahrhunderts als Citrus nobilis var. tangeriana beschrieben wurden. Der Taxonomieklassifikation des japanischen Botanikers Chōzaburō Tanaka zufolge wurde die Tangerine dann als eigenständige Spezies eingestuft, wenngleich andere Klassifikationen wie die von Walter Tennyson Swingle sie als Variante der Mandarine (Citrus reticulata) betrachten. Neueren genetischen Untersuchungen zufolge ähneln die Tangerinen den Mandarinen stark, aber eine endgültige Zuordnung konnte bislang noch nicht getroffen werden.
Mitte des 19. Jahrhunderts begann man mit der Zucht von Tangerinen in Nordamerika. Ein gewisser Major Atway besaß Plantagen von aus Marokko importierten Pflanzen in Palatka im Bundesstaat Florida und wird als der erste Züchter in den Vereinigten Staaten genannt. 1843 verkaufte Atway an einen N. H. Moragne, der die Früchte später unter dem Namen Moragne-Tangerinen vermarktete. Aus diesen Exemplaren entwickelte sich später eine der beliebtesten Tangerinensorten Amerikas, die Dancy-Tangerine, welche heutzutage jedoch nur noch selten zu finden ist, da sie sehr empfindlich beim Transport sowie anfällig für Pilzbefall war. Die Dancy-Tangerinen stellten bis in die 1970er die meistverkaufte Sorte in den USA dar, wenngleich sie heutzutage fast nur noch in privaten Zuchten zu finden ist.

## Beschreibung und Verwendung
Tangerinen ähneln optisch stark den in Mitteleuropa bekannten Mandarinen mit ihrer orangefarbenen, porenreichen Haut, der prallen bis dezent weichen reifen Frucht und im Vergleich zur Orange kleineren Form mit Abflachung an den Polen. Die Schale ist relativ dünn mit einem nur wenig ausgeprägten, bitter schmeckenden Mesokarp und lässt sich wie bei Mandarinen einfach schälen. Das Fruchtfleisch schmeckt süßer und aromatischer als das von Orangen und die saure Geschmackskomponente tritt dabei auch weniger stark in den Vordergrund. Die Samenanzahl in den einzelnen Segmenten variiert deutlich.
Die Ernte der Früchte erfolgt zwischen Herbst und Frühjahr. Das Fruchtfleisch findet Verwendung in vielerlei Hauptgerichten, Salaten und Desserts, wenngleich die Frucht am häufigsten geschält und roh verzehrt wird. Getrocknet oder frisch gerieben findet auch die Schale unbehandelter Früchte Verwendung als Garnitur oder Bestandteil von Rezepten für Kuchen oder Früchtebrote. Der Saft wird frisch oder als Konzentrat in Ländern mit Tangerinenanbau vertrieben.
Die Chromosomenzahl beträgt 2n = 18.

## Wirtschaftliche Bedeutung
Siehe: Wirtschaftliche Bedeutung der Mandarine

## Nährwert
| 100 g Tangerinen enthalten: |         |        |               |              |               |        |         |           |           |
| Brennwert                   | Protein | Fett   | Kohlenhydrate | davon Zucker | Ballaststoffe | Kalium | Calcium | Magnesium | Vitamin C |
| 223 kJ (53 kcal)            | 0,81 g  | 0,31 g | 13,34 g       | 10,58 g      | 1,8 g         | 166 mg | 37 mg   | 12 mg     | 26,7 mg   |

Wie auch in Mandarinen sind in Tangerinen große Mengen an Vitamin C, Folsäure und Betacarotin zu finden. Außerdem sind Kalium, Magnesium, Thiamin, Riboflavin und Vitamin B3 enthalten. Lutein und Zeaxanthin sind ebenfalls Inhaltsstoffe der Frucht. Das Öl enthält als Hauptbestandteil Limonen, weiterhin finden sich darin alpha-Pinen, Myrcen, gamma-Terpinen, Citronellal, Linalool, Citral, Essigsäurenerylester, Geranylacetat, Geraniol, Thymol und Carvon.

## Trivia
Die Band Tangerine Dream benannte sich nach dieser Frucht.